# مجلس الشورى العماني

مجلس الشورى العماني هو أحد مجلسي مجلس عمان، ويتمتع المجلس بصلاحيات تشريعية وفقاً للنظام الأساسي للدولة.

## عضوية مجلس الشورى
يتكون مجلس الشورى من ممثلين لولايات السلطنة يجري انتخابهم حيث تقوم كل ولاية بانتخاب اثنين من مرشحيها إذا كان عدد سكانها ثلاثين ألف نسمة فأكثر. كما تقوم كل ولاية بانتخاب واحد من مرشحيها إذا كان عدد سكانها أقل من ثلاثين ألف نسمة وذلك وفق خطوات ومراحل حددتها اللائحة التنظيمية لانتخابات مجلس الشورى. ويعلن وزير الداخلية نتائج الانتخابات ويكون ممن حصلوا على أكبر عدد من الأصوات ممثلين لولاياتهم في المجلس كما يصدر تصنيف الولايات وفقا لعدد سكانها بيان من وزير الداخلية بالتنسيق مع الجهات المعنية وفقا لما جاء في المرسوم السلطاني رقم 25/2000.
يشترط في عضو مجلس الشورى أن يكون عماني الجنسية بصفة أصلية طبقا للقانون ولا يقل سنّه عن ثلاثين سنة ميلادية وأن يكون من ذوي المكانة والسمعة الحسنة في الولاية وألا يكون قد حكم عليه بعقوبة جناية أو في جريمة مُخلّة بالشرف أو الأمانة ما لم يكن قد رد إليه اعتباره وأن يكون على مستوى مقبول من الثقافة وأن تكون لديه خبرة عملية مناسبة. ولا يجوز الجمع بين عضوية المجلس وعضوية مجلس الدولة أو الوظائف العامة. ويصدر بتعيين رئيس المجلس مرسوم سلطاني ولمجلس الشورى مكتب يتكون من رئيس المجلس ونائبيه وستة من أعضاء المجلس. ويقوم المكتب بوظائف عدة من أبرزها تحديد مواعيد بدء دورات المجلس وجدول أعمالها والنظر فيما يصل المجلس من رسائل من المواطنين والمسؤولين وغير ذلك من المهام إلى جانب مباشرة أعمال المجلس بين دورات الانعقاد.

## اختصاصات مجلس الشورى ودوراته
يتمتع مجلس الشورى بالشخصية الاعتبارية، والاستقلال المالي والإداري، ومقره مسقط. ويعقد المجلس أربع دورات اعتيادية سنويا خلال أشهر يناير ومارس ومايو وأكتوبر من كل عام. ويجوز لرئيس المجلس أن يدعو إلى عقد دورة استثنائية إذا اقتضت الضرورة ذلك.
ووفقا للمادتين 28 و29 من نظام مجلسي الدولة والشورى الصادر بالمرسوم السلطاني رقم 86/97 يتمتع المجلس بصلاحيات عديدة وعلى جانب كبير من الأهمية تنمويا واجتماعيا حيث يقوم مجلس الشورى «بمساعدة الحكومة في كل ما يهم المجتمع العماني ويقدم لها ما يراه كفيلا بدعم مقوماته الاساسية» وقيمه الأصيلة.